# Fibratus

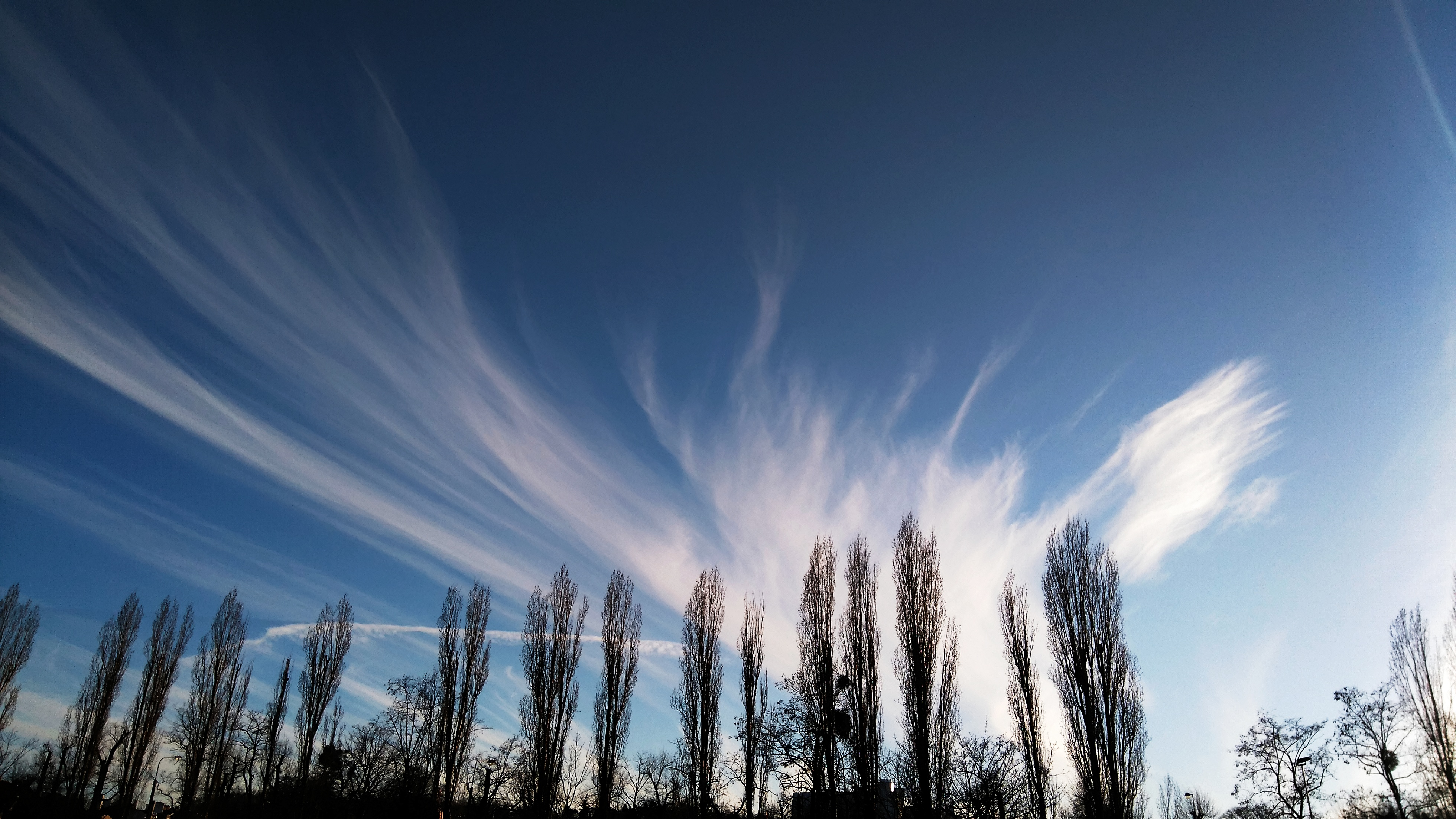
Cirrus fibratus (Ci fib)

fibratus (fib) (łac. włóknisty) – gatunek chmur Cirrus lub Cirrostratus. Zbudowane są z mniej więcej prostych włókien (mogą też być zakrzywione). Nie są one zakończone haczykiem lub kłaczkiem, jak chmury z gatunku uncinus.